# Kalle Ankas Pocket 38: Stål-Kalle på nya äventyr
Stål-Kalle på nya äventyr är Kalle Ankas Pocket nummer 38 och publicerades 1981.
Pocketen är utgiven av Hemmets Journals förlag i Malmö och översatt av Ingrid Emond.

## Innehåll

### Kalle och midsommarfirandet
Knattarna rymmer hemifrån, trötta på deras farbrors "tyranni". Senare kommer Joakim på besök till Kalle och berättar att någon brutit sig in i hans sommarhus vid Häxbron och vill att Kalle följer med och tittar till huset. Kalle tror att det är Knattarna men när de kommer till huset visar det sig vara tre skurkar som har rymt från fängelset. Kalle och Joakim binds fast och skurkarna vill ha 10 000 kronor. Joakim vägrar men Kalle försäger sig och avslöjar att Joakim har sedlar insydda i hattfodret. Skurkarna flyr sedan i Joakims bil men Knattarna följer efter och snart är skurkarna gripna av polisen. Knattarna kan fira midsommar i Acapulco medan Kalle får slita på Joakims sommarhus.

### Kalle och lyckoskivan
Den ständigt otursförföljde Kalle hamnar på sjukhus. En gammal sjökapten berättar för Knattarna om den lyckomusik som kan höras runt Nordpolen och som ger tur för den som hör den. Kalle utrustar en segelbåt och seglar iväg med Knattarna mot Arktis. Efter flera äventyr hittar de eskimåer som har byggt en stor trattgrammofon av is. Kalle lyckas få den ständigt ilskne tronarvingen på glatt humör. Av tacksamhet bygger de en mindre kopia i is till Kalle och när Kalle och Knattarna återkommer till Ankeborg har turen vänt för Kalle och han hittar ständigt borttappade plånböcker.

### Stål-Kalle och hemligheten med den halshuggna totempålen
På våren 1956 flydde Joakim från indianerna gömd i en totempåle med ett dyrbart innehåll. Nu har Joakim utlyst en tävling om vem som kan hitta hemligheten med totempålens huvud. Stål-Kalle ger sig för att leta men även von Pluring är med i jakten. Totempålen utan huvud finns på ett museum och för Stål-Kalle berättar Joakim att huvudet innehöll ett knyte med guld. Hemligheten finns i ett förseglat kuvert hos Joakims advokat som senare ska öppnas inför alla tävlingsdeltagare. Vad hemligheten består av framgår dock inte.

### Stål-Kalle och tolvligan
Björnligan har rymt från fängelset och gömmer sig i en gammal borg. Deras chef 789-987 har kommit på en plan: att klä ut sig till Stål-Kalle. För denne har Joakim ett odelat förtroende och kommer utan vidare att öppna alla dörrar. När Kalle en dag är på besök hos Joakim står plötsligt Stål-Kalle utanför porten och vill in. Kalle ber Joakim att vara försiktig så "Stål-Kalle" får en stor boxhandske på en stång i ansiktet. Den avslöjade björnbusen kan bara linka därifrån och hota med att återkomma.
Björnligans nästa plan är att kidnappa Kalle och av Joakim kräva Kalles vikt i guld för att släppa honom. Ute i det gamla slottet börjar de göda upp honom och snart har Kalle blivit trind och rund av all mat han får äta. Joakim tänker dock inte betala något men ger Knattarna tillåtelse att använda hans TV-kanal för att vädja till Stål-Kalle att ingripa. Av fruktan för Stål-Kalle blir Kalle genast frisläppt.
Kalle klär om till Stål-Kalle och får Joakim att under vapenhot lova att Kalle ska få en månads semester på lyxhotell. Sedan åker han ut till Björnligans gömställe, fångar in alla björnbusar och kör de till fängelset.

### Stål-Kalle och den första skoldagen
Ankeborgs skolförvaltning kräver att Stål-Kalle visar upp examensbetyg eller börjar i femte klass. Kalle har ingen lust att börja skolan men måste tänka på det dåliga föredömet att strunta i myndigheterna. Björnligan tänker dock ta vara på tillfället och göra rån medan Stål-Kalle måste sitta i skolbänken.
Stål-Kalle börjar i samma klass som Knattarna men måste ständigt springa iväg för att bekämpa brott, något som lärarinnan, fröken And, snart tröttnar på. Elevernas föräldrar börjar klaga över allt spring och snart har skolförvaltningen beslutat att Stål-Kalle inte längre behöver gå i skolan.

## Tabell
| Serienummer | Namn                                                     | Ritad av              | Manus          | Originaltitel                         | Kommentar     |
| ----------- | -------------------------------------------------------- | --------------------- | -------------- | ------------------------------------- | ------------- |
| 1           | Ludvig von Anka och stolproblemet                        | ?                     | ?              | ?                                     |               |
| 2           | Prolog                                                   | ?                     | ?              | ?                                     | Ramberättelse |
| 3           | Kalle Anka och midsommarfirandet                         | Massimo de Vita       | Guido Martina  | Paperino e il ponte di Ferragosto     |               |
| 4           | Kalle Anka och lyckoskivan                               | Luciano Gatto         | Rodolfo Cimino | Paperino e il "disco" della fortuna   |               |
| 5           | Stål-Kalle och hemligheten med den halshuggna totempålen | Giovan Battista Carpi | Guido Martina  |                                       |               |
| 6           | Stål-Kalle och tolvligan                                 | Massimo de Vita       | Guido Martina  | Paperinik e la banda dei dodici       |               |
| 7           | Stål-Kalle och den första skoldagen                      | Guido Scala           | Bruno Concina  | Paperinik e il primo giorno di scuola |               |
| 8           | Kalle Anka och den sanna inbillningen                    | Jaime Diaz Studio     | Ed Nofziger    | Read Any Good Books?                  |               |